# Rauchua

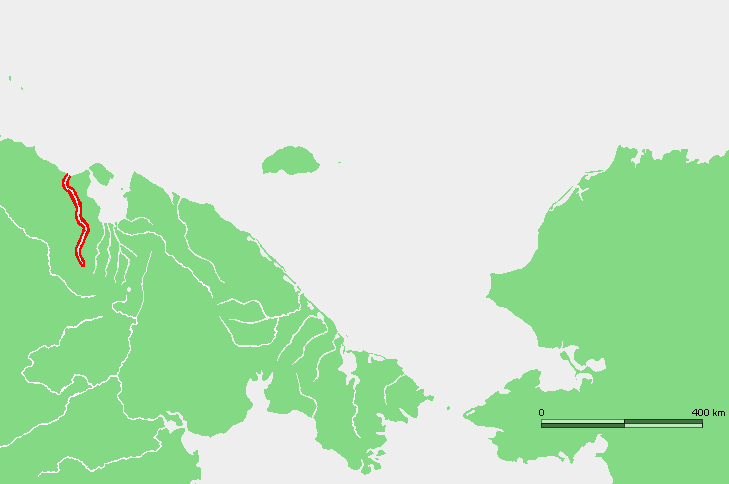
Vị trí của the Rauchua River course.

Rauchua là một sông tại khu tự trị Chukotka tại Viễn Đông Nga. Sông chảy qua các vùng lãnh nguyên Siberi có dân cư thưa thớt và chảy về phía bắc đến vịnh Kolyma của biển Đông Siberi, không xa về phía tây của đảo Ayon.
Các xác voi ma mút bị đóng băng đã được tìm thấy gần sông Rauchua.